# 朴俊泳
朴 俊泳（パク・ジュンヨン、韓国語：박준영、1997年8月5日 - ）は、大韓民国のソウル特別市出身のプロ野球選手（投手 ・ 内野手）。

## 経歴

### アマチュア時代
高校時代は1年時には遊撃手として活動し、2年目から投手に転向。
2015年にNCから140km台半ばの直球を投げる投手有望株として1次指名を受けた。

### NC時代
2016年4月2日のKIAタイガース戦の救援登板がデビュー初試合となり、0.2イニング1奪三振、無失点を記録した。同年9月に肘靭帯再建手術を受け、シーズン結果は32試合に登板して6点台平均自責点、1勝3敗、5ホールドを記録した。
2017年にはリハビリに専念し、実戦登板はなかった。
2018年に陸軍に入隊して兵役義務を果たすが、負傷の影響で途中で社会服務要員に転換した。そして肘の怪我が好転しなかったため投手を断念し、内野手転向を決心した。
2020年6月19日のハンファ・イーグルス戦が内野手としてのデビュー初試合を行い、8月14日のLGツインズ戦で相手先発の金允植から初安打を記録した。
さらに2021年4月17日のハンファ戦で尹豪率からデビュー初本塁打を記録した。 同年は主力三塁手の朴錫珉が不祥事で出場停止となったため三塁手としての先発出場の機会が増え、シーズン111試合に出場して打率2割台、57安打、8本塁打、31打点、長打率0.337、出塁率0.301を記録した。
2022年はシーズン75試合に出場し、2割台の打率、45安打（4本塁打）、19打点を記録したが盗塁の過程で左肩が脱臼する大けがでシーズンを終えた。10月初めに左前下肢関節窩唇完全損傷という最終検診結果によって手術を受けて、リハビリの復帰まで6か月程度かかる見通しとなった。

### 斗山時代
2022年シーズン終了後、FA(フリーエージェント)となりを行使してNCに移籍した朴世爀の補償選手となり斗山ベアーズに移籍した。NC時代の通算成績は通算221試合で打率2割7厘、109安打、12本塁打、53打点、12盗塁となった。

## プレースタイル・人物
典型的な5ツールプレーヤーの有望株だが、頻繁な負傷などでまだポテンシャルが開花していないと評価される。
NC時代の応援歌は孫時憲が使っていたものを継承していた。

## 詳細情報

### 年度別投手成績
| 年 度    | 球 団    | 登 板 | 先 発 | 完 投 | 完 封 | 無 四 球 | 勝 利 | 敗 戦 | セ 丨 ブ | ホ 丨 ル ド | 勝 率 | 打 者 | 投 球 回 | 被 安 打 | 被 本 塁 打 | 与 四 球 | 敬 遠 | 与 死 球 | 奪 三 振 | 暴 投 | ボ 丨 ク | 失 点 | 自 責 点 | 防 御 率 | W H I P |
| -------- | -------- | ----- | ----- | ----- | ----- | -------- | ----- | ----- | -------- | ----------- | ----- | ----- | -------- | -------- | ----------- | -------- | ----- | -------- | -------- | ----- | -------- | ----- | -------- | -------- | ------- |
| 2016     | NC       | 32    | 0     | 0     | 0     | 0        | 1     | 3     | 0        | 5           | .250  | 158   | 33.2     | 37       | 4           | 18       | 0     | 3        | 33       | 2     | 0        | 31    | 26       | 6.95     | 1.63    |
| KBO：1年 | KBO：1年 | 32    | 0     | 0     | 0     | 0        | 1     | 3     | 0        | 5           | .250  | 158   | 33.2     | 37       | 4           | 18       | 0     | 3        | 33       | 2     | 0        | 31    | 26       | 6.95     | 1.63    |

### 年度別打撃成績
| 年 度    | 球 団    | 試 合 | 打 席 | 打 数 | 得 点 | 安 打 | 二 塁 打 | 三 塁 打 | 本 塁 打 | 塁 打 | 打 点 | 盗 塁 | 盗 塁 死 | 犠 打 | 犠 飛 | 四 球 | 敬 遠 | 死 球 | 三 振 | 併 殺 打 | 打 率 | 出 塁 率 | 長 打 率 | O P S |
| -------- | -------- | ----- | ----- | ----- | ----- | ----- | -------- | -------- | -------- | ----- | ----- | ----- | -------- | ----- | ----- | ----- | ----- | ----- | ----- | -------- | ----- | -------- | -------- | ----- |
| 2020     | NC       | 32    | 51    | 46    | 4     | 7     | 4        | 0        | 0        | 11    | 3     | 1     | 0        | 0     | 0     | 2     | 0     | 3     | 17    | 2        | .152  | .235     | .239     | .474  |
| 2021     | NC       | 111   | 315   | 273   | 37    | 57    | 7        | 2        | 8        | 92    | 31    | 4     | 3        | 3     | 2     | 27    | 0     | 10    | 92    | 9        | .209  | .301     | .337     | .638  |
| 2022     | NC       | 75    | 240   | 208   | 27    | 45    | 8        | 1        | 4        | 67    | 19    | 7     | 2        | 3     | 1     | 27    | 0     | 1     | 54    | 6        | .216  | .308     | .322     | .630  |
| 2023     | NC       | 51    | 138   | 127   | 16    | 29    | 8        | 2        | 4        | 53    | 17    | 2     | 1        | 0     | 0     | 9     | 1     | 2     | 53    | 0        | .228  | .290     | .417     | .707  |
| 2024     | NC       | 65    | 212   | 186   | 25    | 42    | 9        | 2        | 7        | 76    | 28    | 2     | 0        | 1     | 1     | 21    | 0     | 3     | 58    | 3        | .226  | .313     | .409     | .722  |
| KBO：5年 | KBO：5年 | 336   | 956   | 840   | 109   | 180   | 36       | 7        | 23       | 299   | 98    | 16    | 6        | 7     | 4     | 86    | 1     | 19    | 274   | 20       | .214  | .300     | .356     | .656  |

- 2024年度シーズン終了時

### 背番号
- 28 （2016年 - 2017年）
- 13 （2020年 - 2022年）
- 69 （2023年 - 同年途中）
- 9 （2023年途中 - 2024年）
- 16 （2025年 - ）

## 参照
1. ↑  OSEN (2015年7月7日). “1지명 박준영, 투수냐 유격수냐…NC 선택은?” (朝鮮語). mosen.mt.co.kr. 2022年12月2日閲覧。
2. ↑  머니투데이 (2022年12月2日). “수술→내년 후반기 복귀…왜 박준영을 지명했나 “고교 때부터 지켜본 선수”” (朝鮮語). 머니투데이. 2022年12月2日閲覧。
3. ↑  OSEN (2016年4月2日). “NC 신인 박준영 프로 데뷔, ⅔이닝 무실점 쾌투” (朝鮮語). mosen.mt.co.kr. 2022年12月2日閲覧。
4. ↑  “‘돌부처’에게 홈런 때렸던 김주원, 다사다난 NC의 소득” (朝鮮語). sports.news.naver.com. 2022年12月2日閲覧。
5. ↑  “"강한 어깨로 유격수와 3루수가 가능하고 병역의무도 마쳐' 두산베어스, 박세혁 보상선수로 내야수 박준영 지명”. 언론사 뷰. 2022年12月2日閲覧。
6. ↑  “두산, FA 박세혁 보상선수로 NC 내야수 박준영 지명”. 언론사 뷰. 2022年12月2日閲覧。
7. ↑  조선일보 (2022年12月2日). “"성범이 형도 떠나셨는데…" 우상 '13번' 친정 두산으로… 최고 유망주 알아본 두 레전드 멘토와의 이별” (朝鮮語). 조선일보. 2022年12月2日閲覧。